# One Domino Square
One Domino Square ist ein Gebäudekomplex im Stadtbezirk Brooklyn in New York City, Vereinigte Staaten. Der Komplex besteht aus zwei Wohntürmen mit einem gemeinsamen Sockel. Er ist Teil des Projekts Domino Sugar Plant Redevelopment, das die Umgestaltung und Neubebauung der früheren Domino Sugar Raffinerie umfasst. Mit Stand 2024 ist der Südturm One Domino Square Rental das neunthöchste Gebäude in Brooklyn und das höchste an der Brooklyner Waterfront.

## Beschreibung
Der Komplex befindet sich im Stadtteil Williamsburg am East River direkt neben der Williamsburg Bridge am südlichen Ende des einstigen Fabrikgeländes der Domino Sugar Fabrik. Er wird von der River Street, der South 5th Street, der Kent Avenue und der South 4th Street begrenzt. Nördlich schließen sich der 2018 eröffnete Domino Park und der 2025 eröffnete Domino Square an. Dahinter steht das historische, unter Denkmalschutz stehende Domino Sugar Raffineriegebäude.
One Domino Square, auch 346 Kent Avenue, wurde vom Architekturbüro Selldorf Architects entworfen und von 2022 bis 2024 erbaut. Bauherr und Verwalter ist die in Brooklyn ansässige Two Trees Management Company. Der Wolkenkratzer One Domino Square Rental ist 175 Meter (574 Fuß) hoch und hat 55 Etagen. Der kleinere Wohnturm One Domino Square Condominium ist 143,9 Meter (472 Fuß) hoch bei 39 Etagen. Die Türme teilen sich einen gemeinsamen siebengeschossigen mit Granit verkleideten Sockel. Die Wohntürme selbst haben eine Fassade aus weißen Perlmuttartigen Porzellanfliesen, die die deutsche Architektin Annabelle Selldorf aus Spanien bezogen hat. Je nach Lichteinfall schillern die Fliesen in verschiedenen Farben. Über der 50. Etage des Südturms One Domino Square Rental und über der 37. Etage des Nordturms One Domino Square Condominium haben beide Gebäude einen Rücksprung, auf dem je ein zweigeschossiges Penthouse und drei Geschosse mit technischen Einrichtungen folgen.
Der Südturm beherbergt 398 Mietwohnungen, darunter 120 mit Mietminderung für niedrigere Einkommen. Im Nordturm sind 160 Eigentumswohnungen untergebracht. Das Podium besitzt in der sechsten Etage eine 600 m² große Terrasse mit Außenpool und Lounge sowie eine von der achten Etage zugänglichen 450 m² große möblierte Terrasse mit Grillstation. Beide Terrassen sind begrünt. Für die Bewohner stehen des Weiteren eine farbenfrohe Indoor-Badelandschaft, ein Fitnesscenter, eine Kindertagesstätte und Veranstaltungsräume zur Verfügung. Die offiziellen Adressen lauten „5 South 5th Street“ (Südturm) und „8 South 4th Street“ (Nordturm).
Die nächstgelegene U-Bahn-Station der New York City Subway ist die am Brooklyn-Queens Expressway gelegene Station Marcy Avenue. Hier verkehren die Linien .